# Douriez
Douriez település Franciaországban, Pas-de-Calais megyében. Lakosainak száma 291 fő (2022. január 1.). Douriez Saint-Rémy-au-Bois, Saulchoy, Tortefontaine, Argoules, Dominois, Ponches-Estruval és Gouy-Saint-André községekkel határos.

## Népesség
A település népességének változása:
| Lakosok száma | 325  | 335  | 343  | 326  | 314  | 303  | 300  | 296  | 291  |
|               | 2013 | 2015 | 2016 | 2017 | 2018 | 2019 | 2020 | 2021 | 2022 |